# Carsten Schlangen
Carsten Schlangen, född den 31 december 1980, är en tysk friidrottare som tävlar i medeldistanslöpning. Han tävlar huvudsakligen på 1 500 meter. 
Schlangen deltog vid EM 2006 i Göteborg där han blev utslagen i försöken. Vid Olympiska sommarspelen 2008 nådde han semifinalen men lyckades inte ta sig vidare till finalen. Han deltog vidare vid VM 2009 men inte heller här tog han sig till finalen. Hans första stora final som senior blev EM-finalen 2010 i Barcelona där han slutade tvåa bakom spanjoren Arturo Casado. 

## Personliga rekord
- 1 500 meter - 3.34,19 från 2010